# Улица Аванесова
Улица Аванесова — одна из центральных улиц Барнаула.
Улица целиком проходит по Центральному району Барнаула, от ВДНХ до Змеиногорского тракта. Протяжённость — 2,3 км. Ширина колеблется от 70 до 3 метров. Большая часть улицы Аванесова разделена бульваром, вдоль которого идут трамвайные пути.

## История
Улица Аванесова неоднократно меняла своё названия. В плане города 1899 года она зафиксирована как Большая Змеевская, а в 1912 году по просьбе жителей улицу переименовывают в Троицкую, по названию Троицкой церкви, располагавшейся в Нагорной части города.
В 1927 году улица получила название в честь советского государственного деятеля Н. Г. Аванесова (? — 1923).
В ночь с 26 по 27 сентября 2020 года в автомобильной аварии, произошедшей на улице Аванесова, погиб российский хоккеист Вадим Орехов. Орехов был пассажиром Land Rover Evoque, которым управлял его одноклубник по «Динамо-Алтай» Данил Тимченко. Автомобиль наехал на бордюр, после чего въехал в металлическую конструкцию. Тимченко получил травмы и был отправлен в больницу, а Орехов скончался до приезда скорой помощи.

## Памятники истории и архитектуры

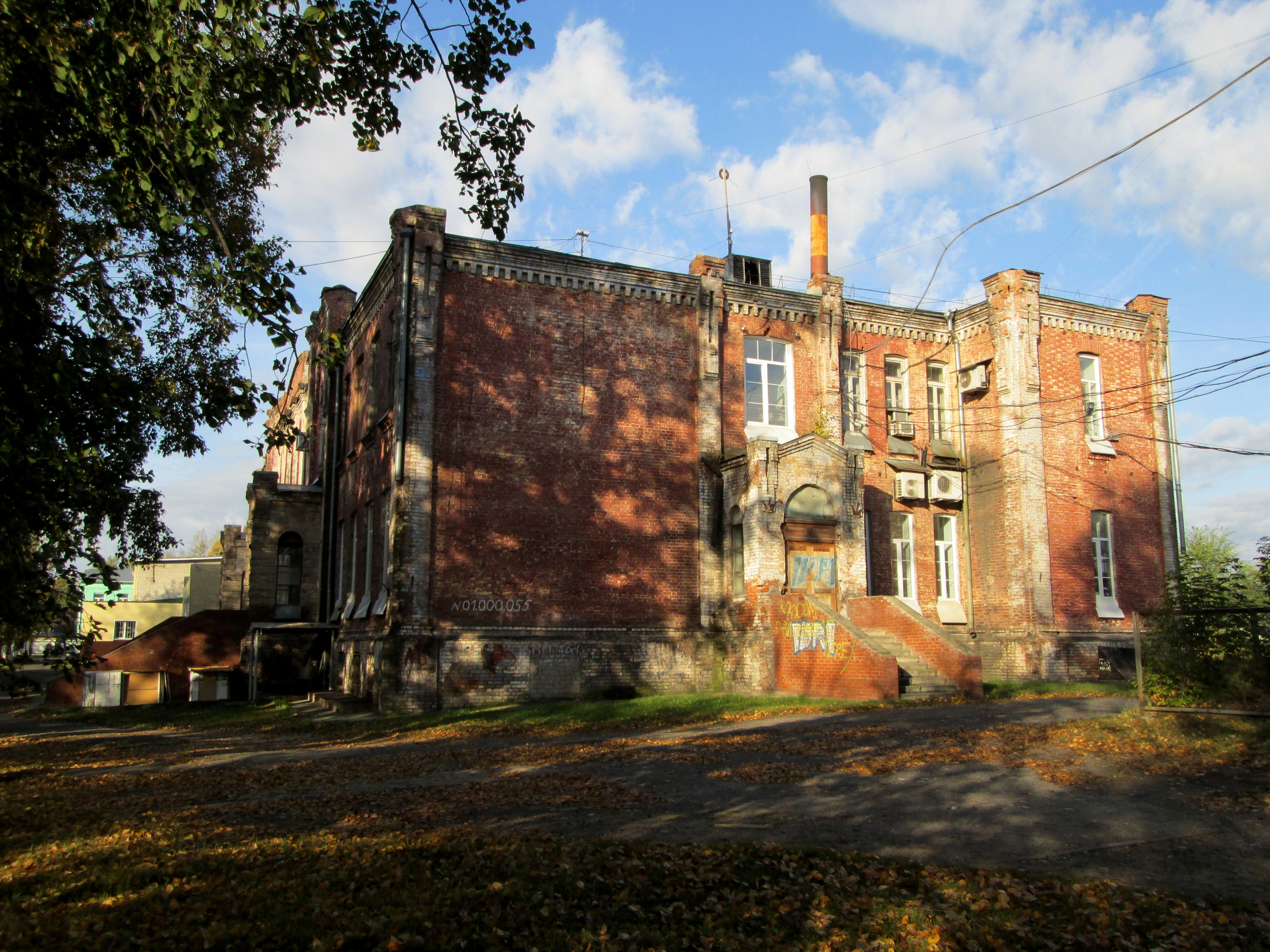
Бывшее городское училище им. 300-летия дома Романовых

д. 30 — Здание бывшей Нагорной школы. Было построено в 1886 году на средства Общества попечения о начальном образовании Барнаула Василием Константиновичем Штильке. Здание деревянное и одноэтажное, украшенное декоративными фронтонами и накладной резьбой. По инициативе Штильке на базе школы была организована народная библиотека. Здесь же с 1897 года работала воскресная школа для взрослых. В советское время в здании работала детская художественная школа. В настоящее время там расположена картинная галерея
д. 132 — Бывшее городское училище им. 300-летия дома Романовых. Двухэтажное кирпичное здание построено в 1909 году, а в 1920 году здесь была открыта школа им. Коминтерна.
На месте разрушенного здания кинотеатра «Алтай», построенного в советское время, находилась Троицкая церковь, описываемая в дореволюционной литературе как «Здание каменное, с небольшой деревянной колокольней. Церковь крепка, покрыта железом. Престолов в ней один — во имя Святые Троицы».